# Воскресенский храм (Понизовье)
Церковь Воскресения Христова — православный храм в селе Понизовье Торопецкого района Тверской области. В настоящее время находится в сильноразрушенном состоянии.

## Расположение
Храм находится на южной окраине Понизовья, ближе к улице Мирной деревни Корнилово. Находится на расстоянии примерно 20 метров от дороги.

## История
Каменный храм в Понизовье был построен в 1780 году на средства местного помещика Матвея Васильевича Нефедьева.
Имел три престола: главный во имя Воскресения Христова, придельные во имя великомученика Иоанна Воина и Святого Николая Чудотворца. На колокольне храма висело 5 колоколов, самый большой из которых весил более 735 кг. На нм имелась надпись: «Вылит сей колокол в Москве в заводе М. Д. Финляндского».
В церкви находилась местнопочитаемая икона образ Hepyкотворного Спаса, в серебряной ризе с киотом за стеклом. До 1855 года она находилась в деревянной часовне в деревне Ситьково, потом, по решению Духовной Консистории, икону перенесли в храм. Каждый год 16 aвгуста, при значительном стечении богомольцев из Торопца, образ Спаса переносился в Ситьково, где совершался водосвятный молебен с акафистом, затем икону носили по домам крестьян.
С 1871 года при храме действовала церковно-приходская школа.
В 1876 году храм имел 1292 прихожанина (612 мужчин и 680 женщин), в 1879 году — 1356 прихожан (637 мужчин и 719 женщин).

## Духовенство
В разные годы в храме служили:
- Священник Иродион Невдачин

- Священник Стефан Иоаннович Воскресенский

- Священник Василий Васильевич Алмазов
- Священник Александр Иоаннович Шахарский